# Riedel-Struma
Die Riedel-Struma (Riedel-Thyreoiditis, „eisenharte Struma“; benannt nach Bernhard Riedel) ist eine sehr seltene invasiv sklerosierende Schilddrüsenentzündung (Thyreoiditis), die meist bei Frauen mittleren Alters auftritt.
- Invasiv heißt hier: in die Umgebung einwachsend.
- Sklerosierend heißt: vernarbend.

Die Ursache der Erkrankung ist unbekannt. Es kommt zu einer kompletten Zerstörung des Schilddrüsengewebes durch eine fibrosierende Proliferation (bindegewebigen Umbau). Häufig ist eine Überschreitung der Schilddrüsenkapsel mit Infiltration des umgebenden Halsgewebes zu beobachten.

## Diagnostik
Bei der klinischen Untersuchung zeigt sich eine tastbare und „eisenharte“ Schilddrüsenvergrößerung Struma. Diese kann zu lokalen Problemen mit Einengung der Luftröhre und der Halsgefäße, aber auch zu einer Verdrängung großer Halsnerven bis zu einer Rekurrensparese führen. Die Schilddrüse ist beim Schluckakt nicht mehr verschieblich als Zeichen der Verwachsung mit dem umliegenden Halsgewebe, zeigt jedoch nur selten eine Schmerzempfindlichkeit.
Bei der Ultraschalluntersuchung der Schilddrüse lassen sich das Volumen bestimmen und knotige Veränderungen sowie Infiltration in das Halsgewebe nachweisen. Im Anschluss an die Sonographie kann eine Szintigraphie der Schilddrüse folgen, die eine Beurteilung der Funktionslage der gesamten Schilddrüse und einzelner Organabschnitte erlaubt.
Typischerweise zeigt das Szintigramm bei der Riedel-Struma eine insgesamt erniedrigte Aufnahme des Technetiums. Bei Nachweis von kalten Knoten ergibt sich immer der Verdacht eines Karzinoms, was eine operative Entfernung zur Folge hat.
Man kann auch gezielt eine Gewebsprobe aus der betroffenen Schilddrüse entnehmen, um die Diagnose zu stellen.

## Differentialdiagnosen
Abzugrenzen sind vor allem Schilddrüsenkrebs und die fibröse Variante der Hashimoto-Thyreoiditis.

## Therapie
Da die Riedel-Struma ausschließlich lokale Probleme am Hals verursacht, sollte sie möglichst frühzeitig operativ entfernt werden. Bei der anschließenden histologischen Beurteilung des entnommenen Gewebes kann dann auch eine Krebserkrankung ausgeschlossen (oder nachgewiesen) werden.
Es existieren keine gesicherten Erfahrungen mit konservativen Therapieansätzen.
Nach der operativen Entfernung der Schilddrüse (Thyreoidektomie) müssen lebenslang Schilddrüsenhormone per Tablette eingenommen werden.